# Болошев Олександр Олександрович
Болошев Олександр Олександрович (12 березня 1947 — 16 липня 2010) — радянський баскетболіст.
Олімпійський чемпіон 1972 року.
Чемпіон світу 1974 року, срібний призер 1978 року.
Чемпіон Європи 1969, 1971 років, срібний призер 1975 року, бронзовий призер 1973 року.